# Colvanalia apicalis
Colvanalia apicalis är en insektsart som först beskrevs av Metcalf 1954.  Colvanalia apicalis ingår i släktet Colvanalia och familjen kilstritar. Inga underarter finns listade i Catalogue of Life.